# Moncheca
Moncheca es un género de saltamontes longicornios de la subfamilia Conocephalinae. Se distribuye en los bosques tropicales de México, Centroamérica y Sudamérica.

## Especies
Las siguientes especies pertenecen al género Moncheca:
- Moncheca bisulca (Saint-Fargeau & Serville, 1825)
- Moncheca elegans (Giglio-Tos, 1898)
- Moncheca pretiosa Walker, 1869
- Moncheca spinifrons (Saussure & Pictet, 1898)